# Amygdalops nigrinotum
Amygdalops nigrinotum är en tvåvingeart som beskrevs av Masahiro Sueyoshi och Rohacek 2003. Amygdalops nigrinotum ingår i släktet Amygdalops och familjen sumpflugor. Inga underarter finns listade i Catalogue of Life.